# George Fărcaş
George Fărcaş, magyarosan Farkas György (? – 1812) nagyváradi görögkatolikus egyházmegyei pap, később kanonok és prépost, az erdélyi iskola képviselője.

## Élete
Erdélyből került a nagyváradi egyházmegyébe, ahol eleinte plébános, majd a görögkatolikus káptalan létesítése után, annak éneklő kanonokja lett. Feladata volt az iskolák és a rítus fölötti felügyelet is. Faluról-falura járva próbálta csatlakozásra bírni az ortodox hívőket. 
Nagyváradon Samuil Vulcan püspök környezetében részese volt a román kulturális élet felélénkülésének. Latin nyelvű egyházi beszédei mellett több egyháztörténeti és teológiai munkát írt román nyelven, ezek kéziratban maradtak fenn a nagyváradi görögkatolikus egyházmegye könyvtárában. Gheorghe Șincai, aki 1802 körül meglátogatta, úgy vélte, hogy munkái „jók és hasznosak lehetnek a román papság és nép számára,” és Elegia című művében nagy elismeréssel emlékezett meg három nyomdakész egyháztörténeti kéziratáról.

## Munkái
- Dissertatio de Cyclo Pashali (1799)
- Antidoto miscellana ex S. S. et nonullarum prophanorum anthorum selecta (1800)
- Tractatus de forma consecrationis in Orientali et Occidentali Ecclesia et de Confirmationis Sacramento (1801)
- Tâlcuirea Sf. Scripturi a Noului Testament (1802)
- Preces selectae ex Psalmis, S. Augustino et S. Ephremo Syro (1798)
- Istoria bisericească a Testamentului vechiu și nou (1798)
- Istoricii Bisericii Testamentului Vechiu (1798-99)
- Latin nyelvű egyházi beszéd Samuil Vulcan püspök beiktatására (1807. június 29.)
- Comentaria in Testamentulu Nou (Az új szövetség magyarázata)